# ハーロン・ブロック
ハーロン・ヘンリー・ブロック（英語: Harlon Henry Block、1924年11月6日 - 1945年3月1日）は、アメリカ海兵隊の軍人。硫黄島の戦いで摺鉢山に星条旗を掲げた6人の兵士の1人である。

## 生い立ち
1924年11月6日、ハーロンはテキサス州デウィット郡ヨークタウンに生まれた。
ブロック家はテキサス州の南端近くのリオ・グランデ・バレーで農場を経営しており、セブンスデー・アドベンチスト教会（第7日安息日再臨派、以下、「SDA」と記す）の信徒であった。そのため、ハーロンは小学校からSDAの学校に通い、学校では飛び級が認められるほどの優秀な成績であったが、高校2年の時にSDAの学校を退学となった。この事件を機に一家は隣町のウェスラコに転居する。その後も他の兄弟はSDAの学校に通い続けたが、ハーロンは唯一地元の公立高校に転入した。
公立高校に転入したハーロンはアメリカンフットボールのチームに入り、チームではスター選手として活躍した。1942年秋、ハーロンはチームメイトとともに海兵隊を志願した。母のベルは最後までハーロンの海兵隊入りに反対したが、父のエドがベルを説得し、1943年1月18日にハーロンは海兵隊に入隊した。

## 軍歴
入隊後、サン・ディエゴで落下傘の訓練を受けたハーロンは、1943年3月22日に落下傘兵記章を得た。部隊はその後11月15日にニューカレドニア島に到着し、ここで部隊の再編成と更なる訓練が行われた。12月21日にハーロンの部隊はブーゲンビル島に上陸し、日本軍と交戦した。その後、部隊は1944年1月12日にブーゲンビル島を離れ、2月14日にサン・ディエゴに帰還した。落下傘部隊はサン・ディエゴで解散となり、全員に30日間の休暇が与えられたため、ハーロンは休暇中にテキサスへ帰省している。

## 硫黄島の戦い
1944年3月、第5海兵師団第28海兵連隊第2大隊E中隊に転属となったハーロンは、それから半年間ペンドルトン基地で訓練を行った。部隊は9月19日にサン・ディエゴを出港した後、10月にハワイ島のタラワ基地に到着し、ここで更に実戦的な訓練を行った。
1945年1月、部隊はタラワ基地を出発し、兵士たちにはホノルルで数日間の休暇が与えられた。ハーロンはここでチームメイト達と再会し、タラワの戦いで負傷した仲間の見舞いに行っている。数日後にホノルルを離れた部隊は、途中のテニアン島で上陸演習を行った後、2月19日にハーロンは硫黄島に上陸を果たした。2月23日には、アイラ・ヘイズ、マイケル・ストランク、ハロルド・ケラー、フランクリン・スースリー、ハロルド・シュルツと共に硫黄島南部の摺鉢山山頂に星条旗を掲げた。

## 戦死
1945年3月1日、ハーロンは分隊長のマイケル・ストランクの指揮のもと、硫黄島西部の千鳥ケ浜附近で行動していた。しかし、この日の朝にマイケル・ストランクが戦死したため、その後は分隊長代理としてハーロンが分隊の指揮をとった。夕方、ハーロンは部下に蛸壺壕を掘ることを命じ、部下を見廻っていたが、その最中にハーロンのすぐ近くで砲弾が炸裂した。ハーロンはしばらくそこに立ちつくし、苦しげな声で「やつらにやられた！」 (They killed me!) と叫んだ後、うつ伏せに倒れて絶命した。
ハーロンの遺体は硫黄島の共同墓地に埋葬されたが、1947年秋に故郷の墓地に改葬された。その葬儀は、ハーロンの棺を乗せた馬車が街のメインストリートを通るという大がかりなものであった。葬列には、離婚して街を離れていた母のベルやかつてのチームメイトたちが参列し、2万人の群衆がその様子を見守った。

## 写真の6人目と認められるまで

硫黄島での星条旗掲揚に関わった軍人の名前入り解説図。ハーロンは一番右。

硫黄島の星条旗の写真に写る6人の身元は、写真の公開後すぐに大統領命令で調査が行われた。まず最初に身元が判明したのはレイニー・ギャグノン（以下、「ギャグノン」と記す）で、ギャグノンはアイラ・ヘイズ（以下、「アイラ」と記す）を除いた5人の身元を証言した。しかし、ギャグノンは国旗掲揚者のうちの1人をハーロンではなく、ヘンリー・オリバー・ハンセン（Henry Oliver Hansen）であると証言したため、その名前が大々的に報道されてしまった。その後、間違いに気付いたアイラが海兵隊の広報係の士官に間違いを指摘したところ、アイラは士官から「黙っていろ」と命じられたため、この件はうやむやとなった。一方、ハーロンの母のベルは最初に写真を見た時から、一番右に写っているのは自分の息子だと信じて疑わなかった。
戦争後の1946年5月、アイラはアリゾナ州からハーロンの実家のあるテキサスまでヒッチハイクでやってきた。3日後にハーロンの実家を探し当てたアイラは、ハーロンの父に国旗掲揚の際にいた6人のうちの1人はハーロンであったと告げた。これを聞いたハーロンの両親は地元選出の下院議員に手紙を送り、下院議員は海兵隊総司令官のアレクサンダー・ヴァンデグリフトにこの件について問い合わせた。これを受けてヴァンデグリフトは部下に調査を命じ、アイラをはじめとする生存者3名からも証言をもらった結果、1947年1月15日にヴァンデグリフトはハーロンの両親のもとに手紙を送り、写真の6人目がハーロンであることを正式に認めた。

## ハーロン・ブロックを演じた俳優
- ベンジャミン・ウォーカー『父親たちの星条旗』（2006年）